# Campionat del Món de motociclisme de 1966
La temporada de 1966 del Campionat del món de motociclisme fou la 18a edició d'aquest campionat, organitzat per la FIM. Honda va intensificar la seva activitat a les curses amb una nova moto de quatre cilindres de 500cc (després de molts anys, aparegué per fi una moto capaç de competir amb les MV Agusta), així com motos a les quatre categories més petites.

## Resum de la temporada
Malgrat els esforços creixents d'Honda, Suzuki va aconseguir el títol de 50cc amb Hans-Georg Anscheidt, que li va guanyar el campionat al pilot d'Honda Luigi Taveri a l'última cursa de la temporada, al Japó. Yamaha lluità contra Honda tota la temporada pel títol de 125cc i cadascun dels dos equips aconseguí cinc victòries, essent finalment Luigi Taveri (Honda) el campió per davant de Bill Ivy (Yamaha).
Mike Hailwood, després d'haver abandonat l'equip MV Agusta per córrer amb Honda, va aconseguir el títol de la categoria de 250cc, guanyant les primeres vuit curses de la temporada, mentre que Phil Read hagué de batallar amb la nova moto de competició V-Four de Yamaha. Hailwood va fer un doblet en adjudicar-se també la categoria de 350cc per davant de Giacomo Agostini (MV Agusta). El pla inicial d'Honda era que Jim Redman liderés la classe de 500cc abans de retirar-se. Tot va començar bé i Redman va guanyar les dues primeres curses de l'any, però les esperances d'Honda es van esvair quan Redman es va estavellar sota la pluja a Bèlgica i es va trencar el canell. Això va donar a Agostini el lideratge del campionat, que va mantenir tot i que Hailwood va guanyar tres de les últimes sis curses. Agostini va guanyar així el primer dels seus set títols consecutius amb MV Agusta a la categoria reina. Honda es va consolar guanyant els cinc títols de constructors amb de forma clara.
D'altra banda, aquell any hi hagué la primera victòria d'una motocicleta catalana en una cursa del Mundial, concretament la Bultaco TSS pilotada per Ginger Molloy, a la categoria dels 250cc del Gran Premi de l'Ulster (una cursa en què els tres primers classificats pilotaven aquest mateix model).

## Campions del món
Pilots
| 50cc           | 125cc        | 250cc         | 350cc         | 500cc       |
| -------------- | ------------ | ------------- | ------------- | ----------- |
| H.G. Anscheidt | Luigi Taveri | Mike Hailwood | Mike Hailwood | G. Agostini |

Constructors
| 50cc  | 125cc | 250cc | 350cc | 500cc |
| ----- | ----- | ----- | ----- | ----- |
| Honda | Honda | Honda | Honda | Honda |

Sidecars
| Pilot / Passatger                 | Constructor |
| --------------------------------- | ----------- |
| Fritz Scheidegger / John Robinson | BMW         |

## Grans Premis

### Sistema de puntuació
Barem de puntuació de 1950 a 1968:
| Posició | 1 | 2 | 3 | 4 | 5 | 6 |
| Punts   | 8 | 6 | 4 | 3 | 2 | 1 |

Resultats comptabilitzats:
- 50cc: els quatre millors
- 350cc i 500cc: els cinc millors
- 125cc i 250cc: els sis millors
- Sidecars: els tres millors

### Calendari
| Cursa | Data           | Gran Premi                   | Circuit           |
| ----- | -------------- | ---------------------------- | ----------------- |
| 1     | 8 de maig      | Gran Premi d'Espanya         | Montjuïc          |
| 2     | 22 de maig     | Gran Premi d'Alemanya        | Hockenheimring    |
| 3     | 29 de maig     | Gran Premi de França         | Clermont-Ferrand  |
| 4     | 25 de juny     | Dutch TT                     | Assen             |
| 5     | 3 de juliol    | Gran Premi de Bèlgica        | Spa-Francorchamps |
| 6     | 17 de juliol   | Gran Premi de la RDA         | Sachsenring       |
| 7     | 24 de juliol   | Gran Premi de Txecoslovàquia | Brno              |
| 8     | 7 d'agost      | Gran Premi de Finlàndia      | Imatra            |
| 9     | 20 d'agost     | Gran Premi de l'Ulster       | Dundrod           |
| 10    | 2 de setembre  | IOM TT                       | Snaefell Mountain |
| 11    | 11 de setembre | Gran Premi de les Nacions    | Monza             |
| 12    | 17 d'octubre   | Gran Premi del Japó          | Fuji              |

### Guanyadors
| Cursa | Gran Premi           | 50cc             | 125cc        | 250cc            | 350cc            | 500cc             | Resultats |
| ----- | -------------------- | ---------------- | ------------ | ---------------- | ---------------- | ----------------- | --------- |
| 1     | GP d'Espanya         | Luigi Taveri     | Bill Ivy     | Mike Hailwood    |                  |                   | Resultat  |
| 2     | GP d'Alemanya        | H.G. Anscheidt   | Luigi Taveri | Mike Hailwood    | Mike Hailwood    | Jim Redman        | Resultat  |
| 3     | GP de França         |                  |              | Mike Hailwood    | Mike Hailwood    |                   | Resultat  |
| 4     | Dutch TT             | Luigi Taveri     | Bill Ivy     | Mike Hailwood    | Mike Hailwood    | Jim Redman        | Resultat  |
| 5     | GP de Bèlgica        |                  |              | Mike Hailwood    |                  | Giacomo Agostini  | Resultat  |
| 6     | GP de la RDA         |                  | Luigi Taveri | Mike Hailwood    | Giacomo Agostini | Frantisek Stastny | Resultat  |
| 7     | GP de Txecoslovàquia |                  | Luigi Taveri | Mike Hailwood    | Mike Hailwood    | Mike Hailwood     | Resultat  |
| 8     | GP de Finlàndia      |                  | Phil Read    | Mike Hailwood    | Mike Hailwood    | Giacomo Agostini  | Resultat  |
| 9     | GP de l'Ulster       |                  | Luigi Taveri | Ginger Molloy    | Mike Hailwood    | Mike Hailwood     | Resultat  |
| 10    | IOM TT               | Ralph Bryans     | Bill Ivy     | Mike Hailwood    | Giacomo Agostini | Mike Hailwood     | Resultat  |
| 11    | GP de les Nacions    | H.G. Anscheidt   | Luigi Taveri | Mike Hailwood    | Giacomo Agostini | Giacomo Agostini  | Resultat  |
| 12    | GP del Japó          | Yoshimi Katayama | Bill Ivy     | Hiroshi Hasegawa | Phil Read        |                   | Resultat  |

### Accidents mortals
- Norman Huntingford es va morir arran d'un accident a la cursa de sidecars del Dutch TT.[1]
- Al TT de l'Illa de Man s'hi van morir dos pilots arran de sengles accidents: Toshio Fujii durant els entrenaments de la cursa de 125cc[2] i Brian Duffy a la cursa de 250cc.[3]

## Galeria

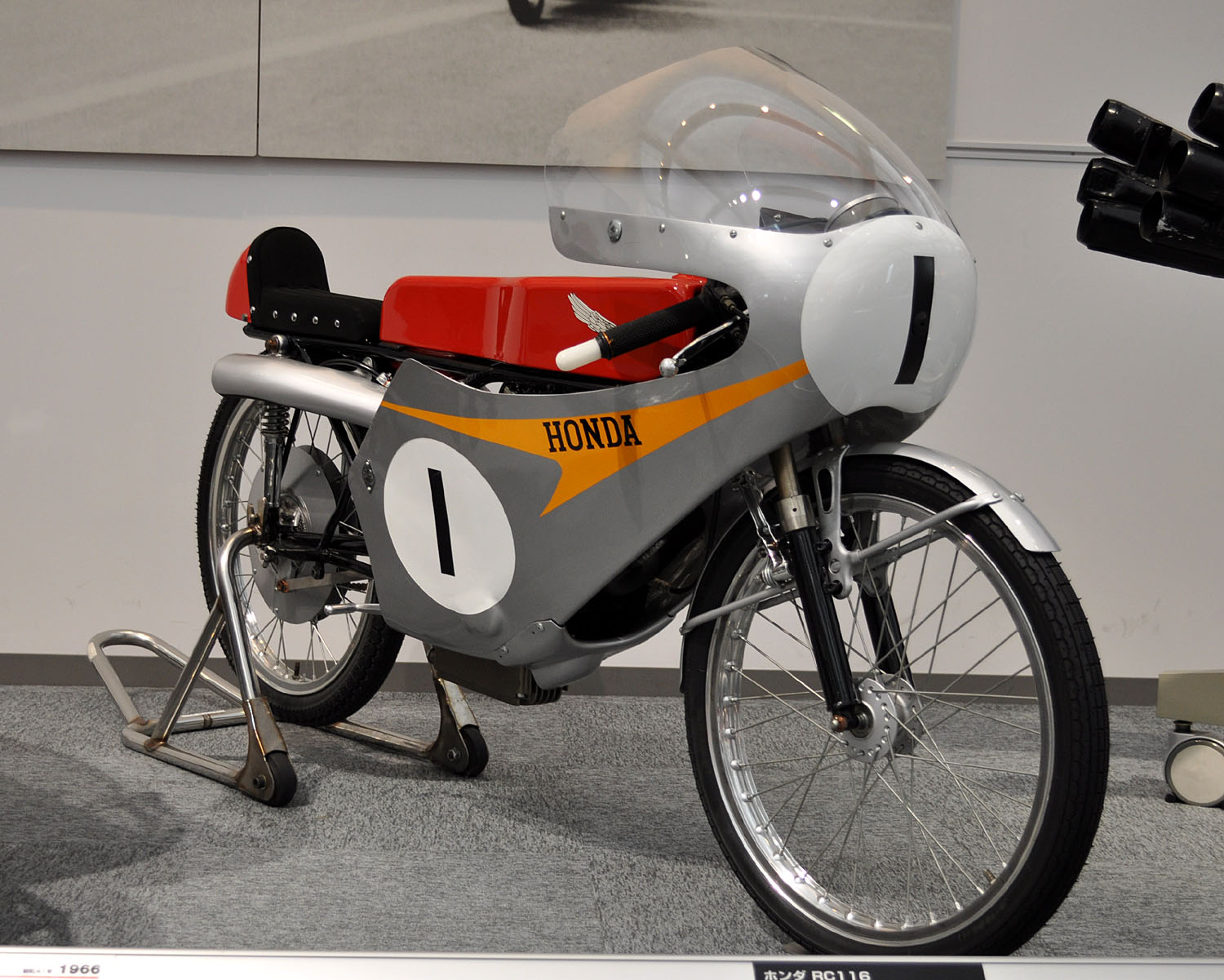
L'Honda RC116 amb què Ralph Bryans fou subcampió de 50cc
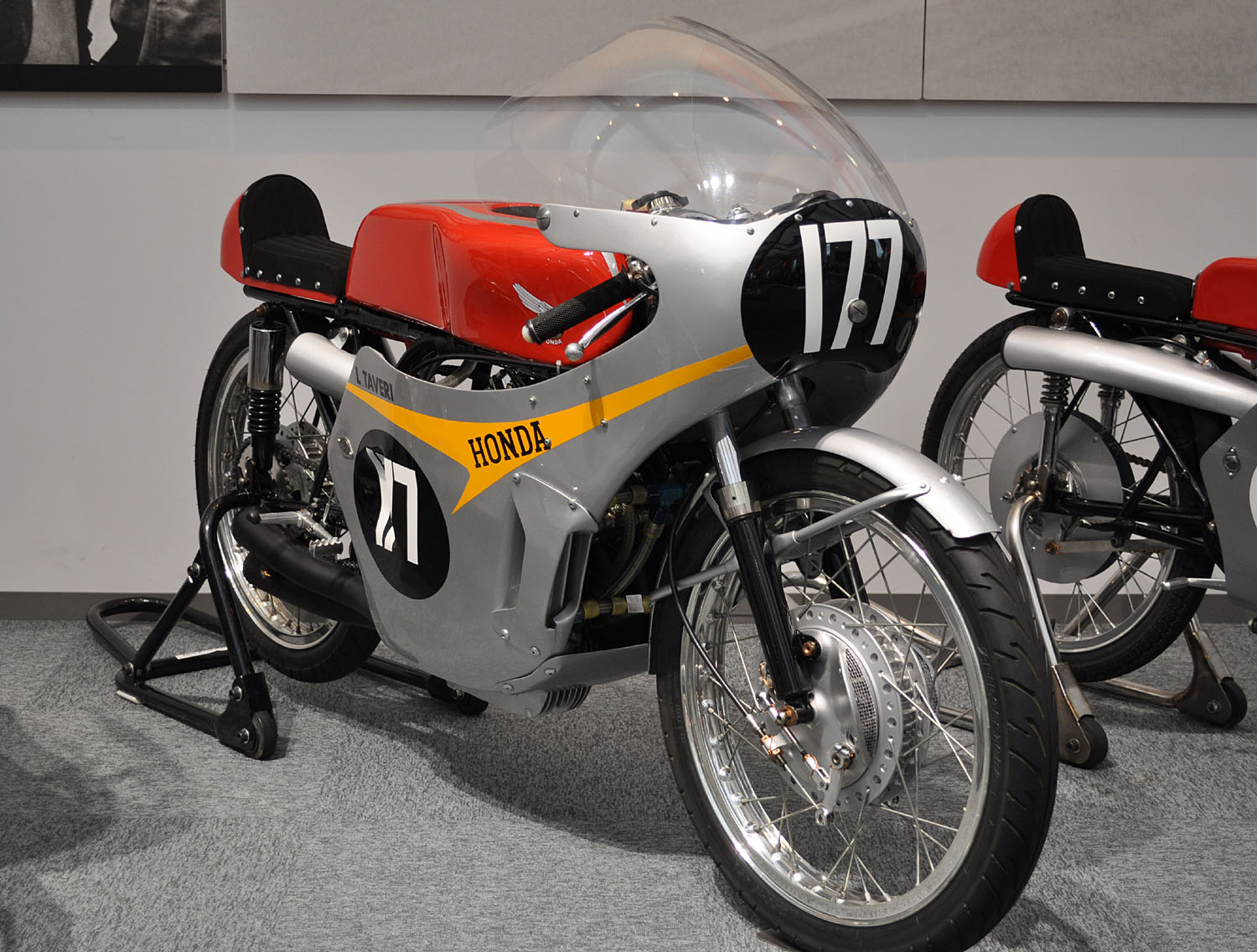
L'Honda RC149 amb què Luigi Taveri fou campió de 125cc
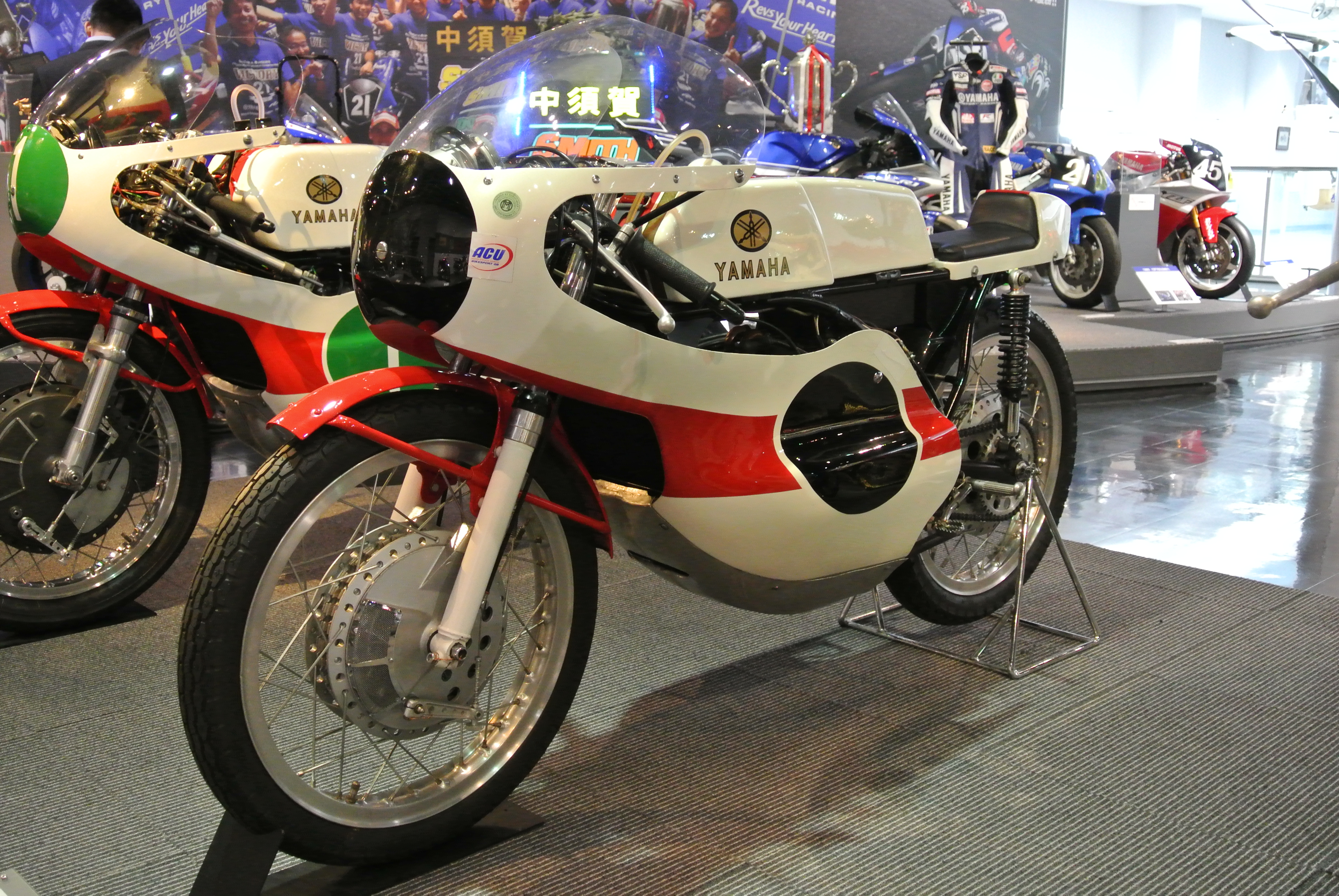
Una Yamaha RA97 com les que pilotaren Bill Ivy i Phil Read als 125cc
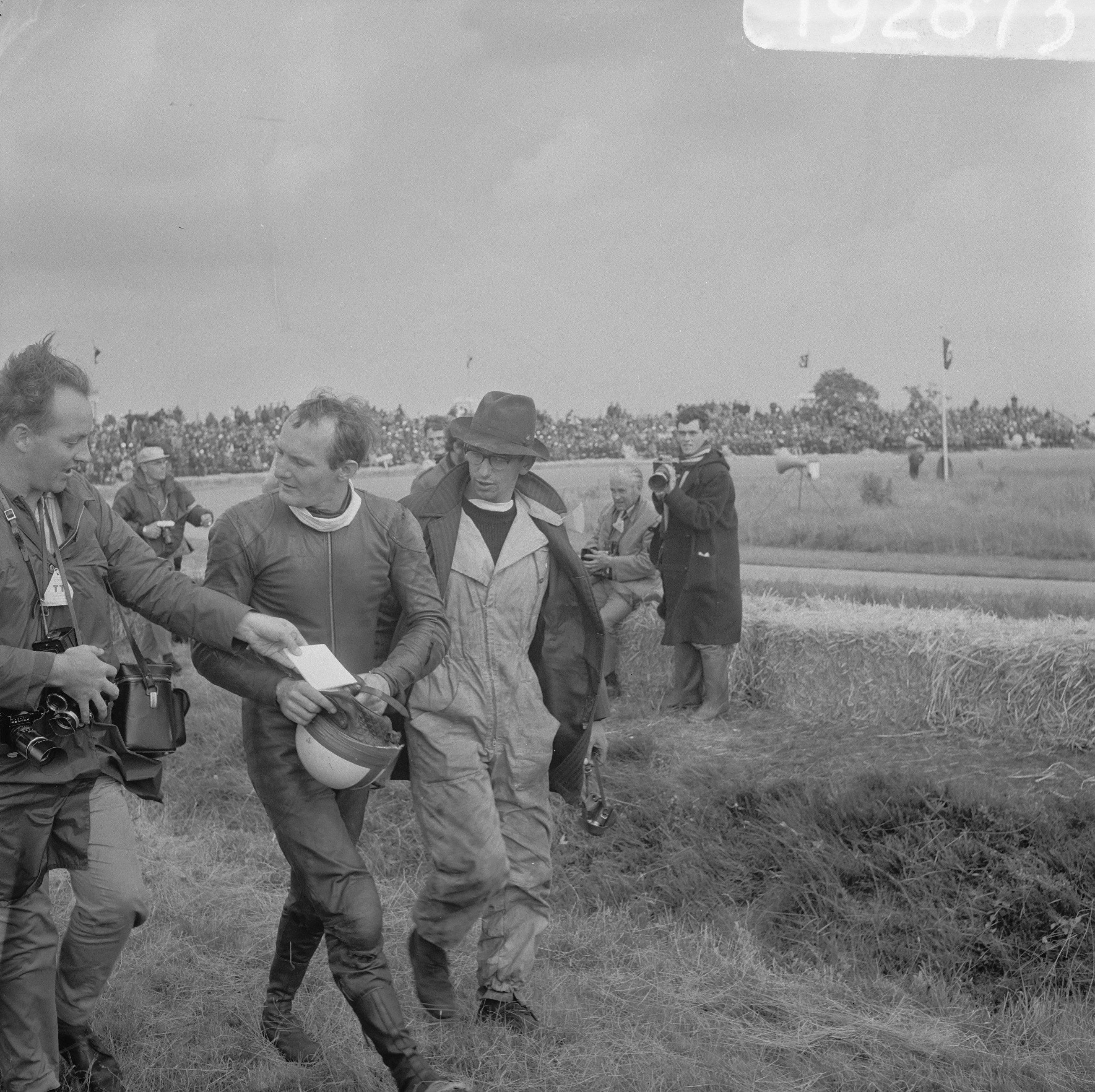
Mike Hailwood, campió de 250 i 350cc
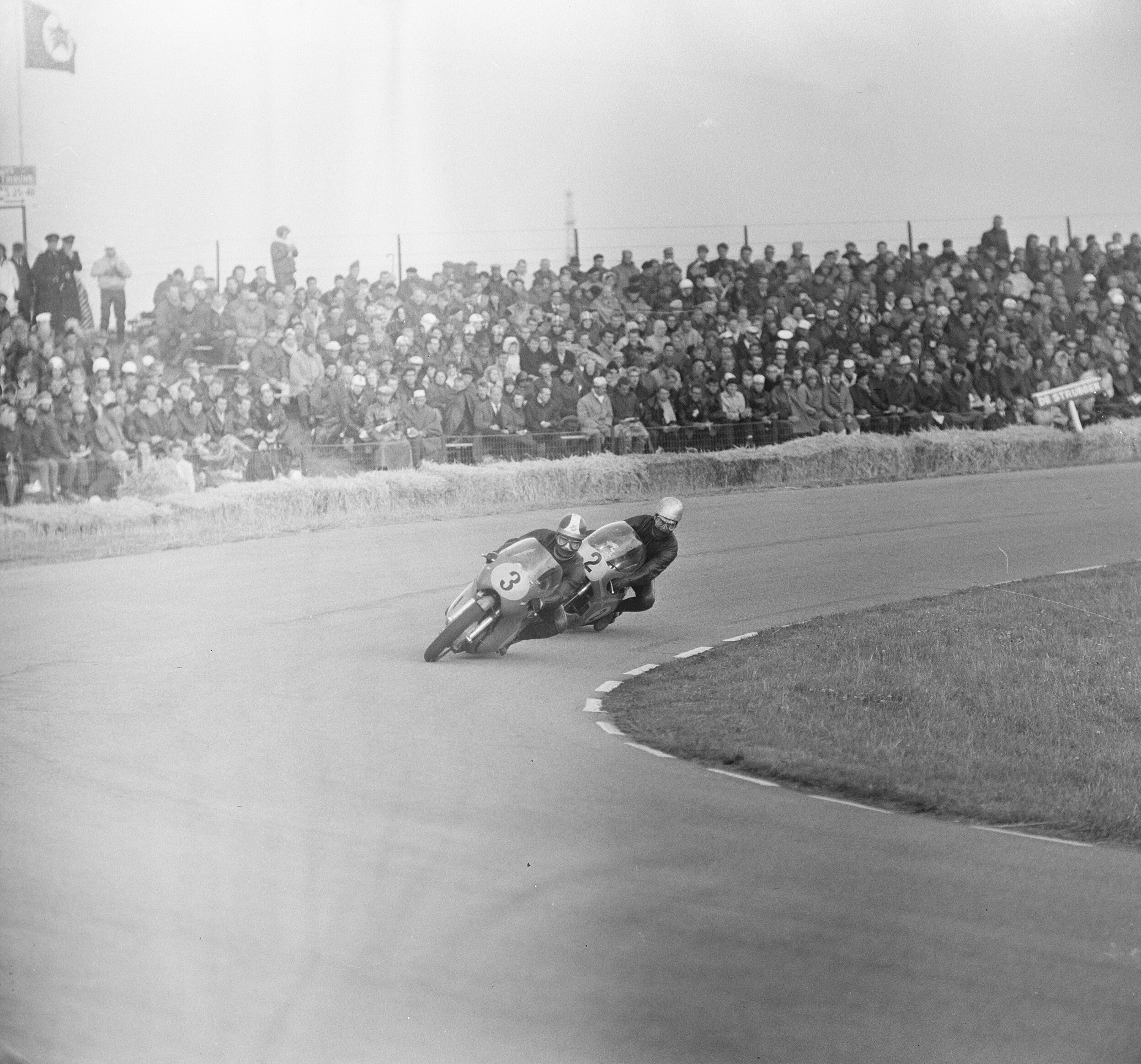
Giacomo Agostini (3), campió de 500 cc

## Classificació dels pilots

### 500 cc
| Pos | Pilot                 | Moto                        | GER · | NED · | BEL · | DDR · | CZE · | FIN · | ULS · | IOM · | NAT · | Pts |
| --- | --------------------- | --------------------------- | ----- | ----- | ----- | ----- | ----- | ----- | ----- | ----- | ----- | --- |
| 1   | Giacomo Agostini      | MV Agusta                   | 2     | 2     | 1     | Ret   | 2     | 1     | 2     | 2     | 1     | 36  |
| 2   | Mike Hailwood         | Honda                       |       | Ret   | Ret   | Ret   | 1     | 2     | 1     | 1     | Ret   | 30  |
| 3   | Jack Findlay          | Matchless                   | 11    | 6     | Ret   | 2     | 4     | 3     | 4     | 8     | 3     | 20  |
| 4   | Frantisek Stastný     | Jawa ČZ                     |       | 3     |       | 1     | Ret   | Ret   | 3     | 6     | Ret   | 17  |
| 5   | Jim Redman            | Honda                       | 1     | 1     | Ret   |       |       |       |       |       |       | 16  |
| 6   | Gyula Marsovszky      | Matchless                   | 3     | 7     | 4     | 5     | 3     | 7     | 8     |       | 8     | 13  |
| 7   | Jack Ahearn           | Norton                      | 8     | 9     | 3     | 3     | 5     | 4     |       | Ret   |       | 13  |
| 8   | Stuart Graham         | Matchless                   | 4     | 5     | 2     | Ret   | Ret   | Ret   |       |       |       | 11  |
| 9   | Peter Williams        | Matchless / AJS             |       |       | 9     |       |       |       | 6     | 7     | 2     | 7   |
| 10  | Chris Conn            | Norton                      | Ret   | Ret   | Ret   |       |       | Ret   | 5     | 3     | Ret   | 6   |
| 11  | Ron Chandler          | Matchless                   |       | Ret   | 6     | 4     |       |       |       | 5     | Ret   | 6   |
| 12  | John Cooper           | Norton                      | Ret   | 4     | Ret   |       | 7     |       | Ret   |       | Ret   | 3   |
| 13  | Fred Stevens          | Paton / Matchless / Metisse | Ret   | 8     | 14    | Ret   | Ret   | 8     | 12    | 12    | 4     | 3   |
| 14  | John Blanchard        | Seeley / Matchless          |       |       |       |       |       |       | Ret   | 4     |       | 3   |
| 15  | Lewis Young           | Matchless                   | 5     | Ret   | 8     | Ret   | 9     | 6     |       |       | Ret   | 3   |
| 16  | Malcom Stanton        | Norton                      |       | 14    | Ret   | Ret   |       | 5     |       | 10    | Ret   | 2   |
| 17  | Walter Scheimann      | Norton                      | 10    | Ret   | Ret   |       | 14    |       |       |       | 5     | 2   |
| 18  | John Mawby            | Norton                      |       |       | 5     | Ret   |       |       |       |       | 13    | 2   |
| 19  | Edy Lenz              | Matchless                   | 6     |       | Ret   | Ret   | Ret   |       |       | Ret   | 6     | 2   |
| 20  | John Dodds            | Norton                      | Ret   |       | 13    | 6     | 10    |       | NC    | Ret   | Ret   | 1   |
| 21  | Eric Hinton           | Norton                      |       |       |       | Ret   | 6     | Ret   |       |       |       | 1   |
| 22  | Dan Shorey            | Norton                      | 7     | 12    | 11    | 8     | 13    |       | Ret   | 19    | Ret   | 0   |
| 23  | Bo Granath            | Matchless                   |       |       | 7     | Ret   | 12    | 9     |       |       |       | 0   |
| 24  | Derek Lee             | Matchless                   |       |       |       |       | Ret   | Ret   | 17    | Ret   | 7     | 0   |
| 25  | Joe Dunphy            | Norton                      |       |       |       | 7     | Ret   |       | Ret   | Ret   |       | 0   |
| 26  | Selewyn Griffiths     | Matchless                   |       |       |       |       |       |       | 7     | Ret   |       | 0   |
| 27  | Billie Nelson         | Norton                      | 9     | Ret   |       | 9     | 8     | 12    |       | Ret   |       | 0   |
| 28  | Billy McCosh          | Matchless                   |       |       |       |       |       |       | 10    | 9     |       | 0   |
| 29  | Gustav Havel          | Jawa ČZ                     | Ret   | 11    |       | 14    | 11    | Ret   | 9     |       | Ret   | 0   |
| 30  | Philippe Canoui       | Matchless                   |       |       | Ret   | Ret   |       |       |       |       | 9     | 0   |
| 31  | Agne Carlsson         | Matchless                   |       |       |       | 10    | Ret   | 10    |       |       |       | 0   |
| 32  | Kel Carruthers        | Norton                      | Ret   | 10    | Ret   | Ret   |       | Ret   | 13    | 11    | Ret   | 0   |
| 33  | Len Atlee             | Norton                      | Ret   |       | 10    | Ret   |       |       | 15    | 21    |       | 0   |
| 34  | Billy Andersson       | Matchless                   |       |       |       |       |       | 11    |       | 16    |       | 0   |
| 35  | György Kuruncz        | Norton                      |       |       |       | 11    | Ret   |       |       |       |       | 0   |
| 36  | Giuseppe Dardanello   | Norton                      |       |       |       |       |       |       |       |       | 11    | 0   |
| =   | Robin Fitton          | Norton                      |       |       |       |       |       |       | 11    |       |       | 0   |
| 38  | Maurice Hawthorne     | Norton                      |       |       | 12    |       |       |       |       | 18    | 10    | 0   |
| 39  | David Lloyd           | Norton                      |       |       | Ret   | 12    |       |       |       | 20    |       | 0   |
| 40  | Vasco Loro            | Norton                      |       |       |       |       |       |       |       |       | 12    | 0   |
| 41  | Pentti Lehtelä        | Norton                      |       |       |       | Ret   | 15    | 13    |       |       |       | 0   |
| 42  | Jack Saunders         | Matchless                   |       |       |       | 13    |       |       | 20    | Ret   |       | 0   |
| 43  | Karl Hoppe            | Matchless                   | Ret   | 13    |       |       |       |       |       |       | Ret   | 0   |
| 44  | George Fogarty        | Matchless                   |       |       |       |       |       |       |       | 13    |       | 0   |
| 45  | Roly Capper           | Matchless                   |       |       |       |       |       |       |       | 14    |       | 0   |
| =   | Barry Scully          | Norton                      |       |       |       |       |       |       | 14    |       |       | 0   |
| 47  | Godfrey Nash          | Norton                      |       | 15    |       |       |       |       |       |       |       | 0   |
| =   | Charlie Sanby         | Norton                      |       |       |       |       |       |       |       | 15    |       | 0   |
| 49  | Rudolf Thalhammer     | Seeley / Norton / Matchless | Ret   | 16    |       |       | Ret   |       |       |       | Ret   | 0   |
| =   | Ernst Weiss           | Matchless                   |       |       |       | Ret   | Ret   |       | 16    | Ret   |       | 0   |
| 51  | Peter Sheppard        | Norton                      |       |       |       |       | 16    |       |       |       |       | 0   |
| 52  | Roger Beaumont        | Norton                      | Ret   | Ret   | Ret   |       | 17    |       |       | Ret   |       | 0   |
| 53  | Neville Landrebe      | Matchless                   |       |       |       |       |       |       |       | 17    |       | 0   |
| 54  | Dennis Gallagher      | Matchless                   |       |       |       |       |       |       | 18    | Ret   |       | 0   |
| 55  | Tom Gill              | Matchless                   |       |       |       |       |       |       | 19    | Ret   |       | 0   |
| 56  | Ray Breingan          | Norton                      |       |       |       |       |       |       | 21    | Ret   |       | 0   |
| 57  | Stuart Morin          | Norton                      |       |       |       | Ret   |       | Ret   |       | 22    |       | 0   |
| 58  | Terence Taylor        | Norton                      |       |       |       |       |       |       | 22    |       |       | 0   |
| 59  | Brian Taggart         | Norton                      |       |       |       |       |       |       | 23    |       |       | 0   |
| =   | Carl Ward             | Norton                      |       |       |       |       |       |       |       | 23    |       | 0   |
| 61  | Byron Black           | Matchless                   |       |       |       |       |       |       | 24    | 28    |       | 0   |
| 62  | Dave Williams         | Norton                      |       |       |       |       |       |       |       | 24    |       | 0   |
| 63  | Steve Jolly           | Norton                      |       |       |       |       |       |       |       | 25    |       | 0   |
| 64  | Peter Darvill         | Matchless                   |       |       |       |       |       |       |       | 26    |       | 0   |
| 65  | Dave Duncan           | Matchless                   |       |       |       |       |       |       |       | 27    |       | 0   |
| 66  | Les Kempster          | Norton                      |       |       |       |       |       |       |       | 29    |       | 0   |
| 67  | Jim Ashton            | Matchless                   |       |       |       |       |       |       |       | 30    |       | 0   |
| 68  | Laurence Povey        | Norton                      |       |       |       |       |       |       |       | 31    |       | 0   |
| 69  | Harry Reynolds        | Matchless                   |       |       |       |       |       |       |       | 32    |       | 0   |
| -   | Owen Howard           | Matchless                   |       |       |       |       |       |       | NC    | Ret   |       | 0   |
| -   | David Johnson         | Norton                      |       |       |       |       |       |       | NC    |       |       | 0   |
| -   | Tony Wood             | Norton                      |       |       |       |       |       |       | NC    |       |       | 0   |
| -   | Iean-Noel Burne       | Norton                      | Ret   |       | Ret   | Ret   |       |       |       | Ret   |       | 0   |
| -   | Griff Jenkins         | Norton / Dunstall           |       |       |       |       | Ret   |       | Ret   | Ret   |       | 0   |
| -   | John Denty            | Norton                      |       |       |       |       |       |       | Ret   | Ret   |       | 0   |
| -   | Stan Adams            | Norton                      |       |       |       |       |       |       |       | Ret   |       | 0   |
| -   | Hartmut Allner        | BMW                         | Ret   |       |       |       |       |       |       |       |       | 0   |
| -   | Kent Andersson        | Husqvarna                   |       |       |       |       |       | Ret   |       |       |       | 0   |
| -   | Alain Barbaroux       | Norton                      |       |       | Ret   |       |       |       |       |       |       | 0   |
| -   | Roy Bisbey            | Norton                      |       |       |       |       |       |       |       | Ret   |       | 0   |
| -   | Rex Butcher           | Norton                      |       |       |       |       |       |       |       | Ret   |       | 0   |
| -   | Hans-Otto Butenuth    | BMW                         | Ret   |       |       |       |       |       |       |       |       | 0   |
| -   | Kel Carlsson          | Norton                      |       |       |       |       |       |       |       | Ret   |       | 0   |
| -   | Conway Chivers        | Norton                      |       |       |       |       |       |       |       | Ret   |       | 0   |
| -   | Guy Cooremans         | Norton                      |       |       |       | Ret   |       |       |       |       |       | 0   |
| -   | Davy Crawford         | Norton                      |       |       |       |       |       |       | Ret   |       |       | 0   |
| -   | Dave Croxford         | Norton                      |       |       |       |       |       |       | Ret   |       |       | 0   |
| -   | Brian Dennis          | Velocette                   |       |       |       |       |       |       |       | Ret   |       | 0   |
| -   | Gianfranco Domeniconi | Norton                      |       |       |       |       |       |       |       |       | Ret   | 0   |
| -   | Vincent Duckett       | Matchless                   |       |       |       |       |       |       |       | Ret   |       | 0   |
| -   | Mike Duff             | Matchless                   |       |       |       |       |       |       |       | Ret   |       | 0   |
| -   | Fritjof Eccarius      | Matchless                   | Ret   |       |       |       |       |       |       |       |       | 0   |
| -   | Steve Ellis           | Matchless                   |       |       |       |       |       |       |       | Ret   |       | 0   |
| -   | Ray Flack             | Norton                      |       |       |       |       |       |       |       | Ret   |       | 0   |
| -   | Toshio Fujii          | Norton                      |       |       | Ret   |       |       |       |       |       |       | 0   |
| -   | Robert Graham         | AJS                         |       |       |       |       |       |       | Ret   |       |       | 0   |
| -   | Billie Guthrie        | Norton                      |       |       |       |       |       |       | Ret   |       |       | 0   |
| -   | Albert Haddock        | Triumph                     |       |       |       |       |       |       |       | Ret   |       | 0   |
| -   | Trebor Holdworth      | Norton                      |       |       |       |       |       |       |       | Ret   |       | 0   |
| -   | Alan Hunter           | Norton                      |       |       |       |       |       |       |       | Ret   |       | 0   |
| -   | Derek Jones           | BSA                         |       |       |       |       |       |       |       | Ret   |       | 0   |
| -   | Jimmy Jones           | Norton                      |       |       |       |       |       |       | Ret   |       |       | 0   |
| -   | Ken Kay               | Matchless                   |       |       |       |       |       |       |       | Ret   |       | 0   |
| -   | Reay Mackay           | Vincent HRD                 |       |       |       |       |       |       |       | Ret   |       | 0   |
| -   | Tony McGurk           | Matchless                   |       |       |       |       |       |       |       | Ret   |       | 0   |
| -   | Michael McStay        | Norton                      |       |       |       |       |       |       |       | Ret   |       | 0   |
| -   | Derek Minter          | Seeley                      | Ret   |       |       |       |       |       |       |       |       | 0   |
| -   | Helmut Morgenstern    | Norton                      | Ret   |       |       |       |       |       |       |       |       | 0   |
| -   | Albert Moule          | Norton                      |       |       |       |       |       |       |       | Ret   |       | 0   |
| -   | Frank Mumford         | Norton                      |       |       |       |       |       |       |       | Ret   |       | 0   |
| -   | Tauro Nurmi           | Norton                      |       |       |       |       | Ret   |       |       |       |       | 0   |
| -   | Bert Oosterhuis       | Norton                      |       | Ret   |       |       |       |       |       |       |       | 0   |
| -   | Giovanni Perrone      | Bianchi                     |       |       |       |       |       |       |       |       | Ret   | 0   |
| -   | Alan Prange           | Matchless                   |       |       |       |       |       |       |       | Ret   |       | 0   |
| -   | Norman Price          | Norton                      |       |       |       |       |       |       |       | Ret   |       | 0   |
| -   | Tom Read              | Norton                      |       |       |       |       |       |       |       | Ret   |       | 0   |
| -   | Robert Reid           | Norton                      |       |       |       |       |       |       | Ret   |       |       | 0   |
| -   | Jourko Ryhänen        | Matchless                   |       |       |       |       |       | Ret   |       |       |       | 0   |
| -   | Tony Rutter           | Norton                      |       |       |       |       |       |       |       | Ret   |       | 0   |
| -   | Alf Shaw              | Norton                      |       |       |       |       |       |       |       | Ret   |       | 0   |
| -   | John Simmonds         | Norton                      |       |       |       |       |       |       |       | Ret   |       | 0   |
| -   | Lars Skjelfoss        | Matchless                   |       |       |       | Ret   |       |       |       |       |       | 0   |
| -   | Bill Smith            | Matchless                   |       |       |       |       |       |       |       | Ret   |       | 0   |
| -   | Hans Sommerhalder     | Matchless                   |       |       |       |       |       |       |       | Ret   |       | 0   |
| -   | Adrian Spooner        | Norton                      |       |       |       |       |       |       |       | Ret   |       | 0   |
| -   | Malcom Uphill         | Norton                      |       |       |       |       |       |       |       | Ret   |       | 0   |
| -   | Johnny Wales          | Norton                      |       |       | Ret   |       |       |       |       |       |       | 0   |
| -   | Brian Walmsley        | Norton                      |       |       |       |       |       |       |       | Ret   |       | 0   |
| -   | Ron Wilson            | Norton                      |       |       |       |       |       |       | Ret   |       |       | 0   |
| -   | Derek Woodman         | Matchless                   |       |       | Ret   |       |       |       |       |       |       | 0   |
| -   | Benedetto Zambotti    | Norton                      |       |       |       |       |       |       |       |       | Ret   | 0   |
| Pos | Pilot                 | Moto                        | GER · | NED · | BEL · | DDR · | CZE · | FIN · | ULS · | IOM · | NAT · | Pts |

| • Llegenda |                                |
| --- | ------------------------------ |
| \| Color \| Resultat \| \| ------- \| --------------------------------- \| \| Or \| Guanyador \| \| Argent \| 2n lloc \| \| Bronze \| 3r lloc \| \| Verd \| Va acabar sumant punts \| \| Blau \| Va acabar sense sumar punts \| \| Blau \| No classificat (NC) \| \| Porpra \| Es retirà (Ret o DNF[a]) \| \| Vermell \| No qualificat (NQ o DNQ[b]) \| \| Vermell \| No pre-qualificat (NPQ o DNPQ[c]) \| \| Negre \| Desqualificat (DSQ) \| \| Blanc \| No va començar (NVC o DNS[d]) \| \| Blanc \| Abandonà (AB o WD[e]) \| \| Blanc \| Retirat per lesió (LES) \| \| Blanc \| Cursa cancel·lada (C) \| \| Gris \| No va entrenar (NE o DNP[f]) \| \| Gris \| No va arribar (NA o DNA[g]) \| \| Gris \| Exclòs (EX) \| Notes 1. 2. 3. 4. 5. 6. 7. En negreta - Pole En cursiva - Volta ràpida |                                |
| Color | Resultat                       |
| Or | Guanyador                      |
| Argent | 2n lloc                        |
| Bronze | 3r lloc                        |
| Verd | Va acabar sumant punts         |
| Blau | Va acabar sense sumar punts    |
| Blau | No classificat (NC)            |
| Porpra | Es retirà (Ret o DNF)          |
| Vermell | No qualificat (NQ o DNQ)       |
| Vermell | No pre-qualificat (NPQ o DNPQ) |
| Negre | Desqualificat (DSQ)            |
| Blanc | No va començar (NVC o DNS)     |
| Blanc | Abandonà (AB o WD)             |
| Blanc | Retirat per lesió (LES)        |
| Blanc | Cursa cancel·lada (C)          |
| Gris | No va entrenar (NE o DNP)      |
| Gris | No va arribar (NA o DNA)       |
| Gris | Exclòs (EX)                    |

| Color   | Resultat                       |
| ------- | ------------------------------ |
| Or      | Guanyador                      |
| Argent  | 2n lloc                        |
| Bronze  | 3r lloc                        |
| Verd    | Va acabar sumant punts         |
| Blau    | Va acabar sense sumar punts    |
| Blau    | No classificat (NC)            |
| Porpra  | Es retirà (Ret o DNF)          |
| Vermell | No qualificat (NQ o DNQ)       |
| Vermell | No pre-qualificat (NPQ o DNPQ) |
| Negre   | Desqualificat (DSQ)            |
| Blanc   | No va començar (NVC o DNS)     |
| Blanc   | Abandonà (AB o WD)             |
| Blanc   | Retirat per lesió (LES)        |
| Blanc   | Cursa cancel·lada (C)          |
| Gris    | No va entrenar (NE o DNP)      |
| Gris    | No va arribar (NA o DNA)       |
| Gris    | Exclòs (EX)                    |

### 350 cc
| Posició | Pilot             | Moto         | Punts | Victòries |
| ------- | ----------------- | ------------ | ----- | --------- |
| 1       | Mike Hailwood     | Honda        | 48    | 6         |
| 2       | Giacomo Agostini  | MV Agusta    | 42    | 3         |
| 3       | Renzo Pasolini    | Aermacchi    | 17    | 0         |
| 4       | Frantisek Stastny | Jawa         | 13    | 0         |
| 5       | Gustav Havel      | Jawa         | 12    | 0         |
| 6       | Alberto Pagani    | Aermacchi    | 11    | 0         |
| 7       | Heinz Rosner      | MZ           | 10    | 0         |
| 8       | Phil Read         | Yamaha       | 8     | 1         |
| 9       | Jack Ahearn       | Norton       | 8     | 0         |
| 10      | Bruce Beale       | Honda        | 7     | 0         |
| 11      | Tarquinio Provini | Benelli      | 6     | 0         |
| =       | Peter Williams    | AJS          | 6     | 0         |
| =       | Bill Ivy          | Yamaha       | 6     | 0         |
| 14      | Silvio Grassetti  | Bianchi      | 6     | 0         |
| 15      | Jim Redman        | Honda        | 4     | 0         |
| =       | Tommy Robb        | Bultaco      | 4     | 0         |
| =       | Chris Conn        | Norton       | 4     | 0         |
| 18      | Gilberto Milani   | Aermacchi    | 3     | 0         |
| =       | Stuart Graham     | AJS          | 3     | 0         |
| =       | Kel Carruthers    | Norton       | 3     | 0         |
| =       | Byron Black       | Honda        | 3     | 0         |
| 22      | Frantisek Bocek   | Jawa         | 3     | 0         |
| 23      | Dave Simmonds     | Honda-Norton | 2     | 0         |
| =       | Kenzo Muromachi   | Honda        | 2     | 0         |
| 25      | John Blanchard    | AJS          | 1     | 0         |
| =       | Joe Dunphy        | Norton       | 1     | 0         |
| =       | Kent Andersson    | Husqvarna    | 1     | 0         |

### 250 cc
| Posició | Pilot             | Moto          | Punts | Victòries |
| ------- | ----------------- | ------------- | ----- | --------- |
| 1       | Mike Hailwood     | Honda         | 56    | 10        |
| 2       | Phil Read         | Yamaha        | 34    | 0         |
| 3       | Jim Redman        | Honda         | 20    | 0         |
| 4       | Derek Woodman     | MZ            | 18    | 0         |
| 5       | Stuart Graham     | Honda         | 15    | 0         |
| 6       | Heinz Rosner      | MZ            | 15    | 0         |
| 7       | Jack Findlay      | Bultaco       | 14    | 0         |
| 8       | Frantisek Stastny | Jawa          | 11    | 0         |
| 9       | Mike Duff         | Yamaha        | 9     | 0         |
| 10      | Ginger Molloy     | Bultaco       | 8     | 1         |
| =       | Hiroshi Hasegawa  | Yamaha        | 8     | 1         |
| 12      | Gyula Marsovsky   | Bultaco       | 8     | 0         |
| 13      | Bill Ivy          | Yamaha        | 5     | 0         |
| 14      | Renzo Pasolini    | Aermacchi     | 4     | 0         |
| =       | Kevin Cass        | Bultaco       | 4     | 0         |
| =       | Peter Inchley     | Villiers      | 4     | 0         |
| =       | Alberto Pagani    | Aermacchi     | 4     | 0         |
| =       | Akiyasu Motohashi | Yamaha        | 4     | 0         |
| 19      | Bruce Beale       | Honda         | 4     | 0         |
| 20      | Kent Andersson    | Husqvarna     | 4     | 0         |
| 21      | Selwyn Griffiths  | Royal Enfield | 3     | 0         |
| 22      | Tommy Robb        | Bultaco       | 3     | 0         |
| 23      | Chris Anderson    | Yamaha        | 2     | 0         |
| =       | Jim Curry         | Honda         | 2     | 0         |
| 25      | Günter Beer       | Honda         | 1     | 0         |
| =       | Daniel Lhéraud    | Yamaha        | 1     | 0         |
| =       | Len Atlee         | Cotton        | 1     | 0         |
| =       | Bill Smith        | Bultaco       | 1     | 0         |
| =       | Giuseppe Visenzi  | Aermacchi     | 1     | 0         |
| =       | Ramiro Blanco     | Bultaco       | 1     | 0         |

### 125 cc
| Posició | Pilot                | Moto    | Punts | Victòries |
| ------- | -------------------- | ------- | ----- | --------- |
| 1       | Luigi Taveri         | Honda   | 46    | 5         |
| 2       | Bill Ivy             | Yamaha  | 40    | 4         |
| 3       | Ralph Bryans         | Honda   | 32    | 0         |
| 4       | Phil Read            | Yamaha  | 29    | 1         |
| 5       | Hugh Anderson        | Suzuki  | 15    | 0         |
| 6       | Yoshimi Katayama     | Suzuki  | 14    | 0         |
| 7       | Frank Perris         | Suzuki  | 10    | 0         |
| 8       | Akiyasu Motohashi    | Yamaha  | 5     | 0         |
| 9       | Mike Duff            | Yamaha  | 4     | 0         |
| =       | Mitsuo Itoh          | Suzuki  | 4     | 0         |
| 11      | Tommy Robb           | Yamaha  | 3     | 0         |
| 12      | Francesco Villa      | Montesa | 2     | 0         |
| =       | Hans-Georg Anscheidt | Suzuki  | 2     | 0         |
| =       | Peter Williams       | EMC     | 2     | 0         |
| 15      | José Medrano         | Bultaco | 1     | 0         |
| =       | Herbert Mann         | MZ      | 1     | 0         |
| =       | Mike Hailwood        | Honda   | 1     | 0         |
| =       | Friedhelm Kohlar     | MZ      | 1     | 0         |
| =       | Hartmut Bischoff     | MZ      | 1     | 0         |
| =       | Walter Scheimann     | Honda   | 1     | 0         |
| =       | Yasuharu Yuzawa      | Yamaha  | 1     | 0         |

### 50 cc
| Posició | Pilot                | Moto        | Punts | Victòries |
| ------- | -------------------- | ----------- | ----- | --------- |
| 1       | Hans-Georg Anscheidt | Suzuki      | 28    | 2         |
| 2       | Ralph Bryans         | Honda       | 26    | 1         |
| 3       | Luigi Taveri         | Honda       | 26    | 2         |
| 4       | Hugh Anderson        | Suzuki      | 16    | 0         |
| 5       | Yoshimi Katayama     | Suzuki      | 10    | 1         |
| 6       | Barry Smith          | Derbi       | 3     | 0         |
| =       | Ernst Degner         | Suzuki      | 3     | 0         |
| =       | Mitsuo Itoh          | Suzuki      | 3     | 0         |
| 9       | Angel Nieto          | Derbi       | 2     | 0         |
| =       | Oswald Dittrich      | Kreidler    | 2     | 0         |
| =       | Brian Gleed          | Honda       | 2     | 0         |
| =       | Tommy Robb           | Bridgestone | 2     | 0         |
| 13      | Cees van Dongen      | Kreidler    | 1     | 0         |
| =       | Isao Morishita       | Bridgestone | 1     | 0         |
| =       | Dave Simmonds        | Honda       | 1     | 0         |
| =       | André Roth           | Derbi       | 1     | 0         |
| =       | Jack Findlay         | Bridgestone | 1     | 0         |